# 箕輪厚介
箕輪 厚介（みのわ こうすけ、1985年8月28日 - ）は、日本の編集者、実業家、YouTuber。血液型はB型。幻冬舎で編集者として勤務。株式会社エクソダス取締役。CAMPFIREチェアマン。合同会社波の上商店 代表。株式会社サウナランド社長。アーティスト「箕輪☆狂介」の出版プロデューサー。オンラインサロン「箕輪編集室」を主宰し、「堀江貴文イノベーション大学校」で「特任教授」を務める。

## 来歴
東京都生まれ。芝中学校・高等学校、早稲田大学第一文学部卒業。
2010年に双葉社へ入社。ファッション雑誌の広告営業として4年間勤務し商品開発、イベントなどの企画運営に携わる。2013年に与沢翼を責任編集長とした『ネオヒルズジャパン』を創刊しAmazon総合ランキングで1位を獲得（但し11月21日発売の12月号一号のみで終わる）。編集者として見城徹『たった一人の熱狂』、堀江貴文『逆転の仕事論』、青木真也『空気を読んではいけない』を担当。
25歳（2010年 - 2011年）で結婚し、翌年に一児をもうける。
2015年に幻冬舎に転職し、堀江貴文『多動力』、前田裕二『人生の勝算』、佐藤航陽『お金2.0 新しい経済のルールと生き方』、落合陽一『日本再興戦略』を担当。2016年に堀江貴文イノベーション大学校（HIU）特任教授に就任。宣伝会議主催「編集者・ライター養成講座」東京教室及び大阪教室で講師を担当。
2017年に「NewsPicksアカデミア」を立ち上げ、NewsPicks Book創刊、自身のオンラインサロン「箕輪編集室」を主宰。オンラインサロンと連動しながら、コンサルティング・プロデュースを手掛ける。合同会社波の上商店を設立。
2018年に、株式会社CAMPFIREと株式会社幻冬舎の共同出資会社である株式会社エクソダス取締役に就任、CAMPFIRE community チェアマン。
2023年3月30日に「箕輪編集室」を終了。

## 不祥事
2020年5月16日、『文春オンライン』で箕輪の女性ライターに対するセクシャルハラスメントが報じられた。同年5月19日、ラジオ番組「アフター6ジャンクション」で取り上げられたのを契機に、マスメディアが後追い報道を続けているが、箕輪も本件について自身の会員向けサイト内で被害女性を異常扱いしたり、「何がセクハラだよボケ」「俺のやった罪ってそんな重くないだろ。はっきり言って」「俺は反省してないです。ふざけんなバーカ」と語る動画を公開した。
後日それを見た女性会員が脱退しようとしたためか、箕輪は一転して、会員向けサイト内で「僕は一貫して女性に対しだらしないのは事実で、今までの人生で、距離感などを間違えていたと思います。あのスクショのようなメッセはよくしてました。お恥ずかしいかぎりです」と反省文を投稿した。しかし、運営するサロンでのライブ動画では文春オンラインの報道に対して非難する発言をしていたと報じられ、多くの著名人からの非難が相次いだ。
2020年6月8日、箕輪は謝罪しセクハラ行為を認めテレビ出演の自粛と「NewsPicks Book」編集長の退任を発表した。同日、「NewsPicks」は「NewsPicks Book」の終了を発表した。
2025年4月、広末涼子が傷害容疑で逮捕された事件を巡るユーチューブチャンネル内での発言が不適切だったと謝罪した。
2025年7月にインフルエンサーのいけちゃんの不倫スキャンダルが報じられ、箕輪妻のX書き込みが話題となる。

## 編集担当

### 双葉社
- 『ネオヒルズジャパン』与沢翼（2013年11月21日）
- 『サッカー批評』（2014年）
- 『Football Bar VOL.1』（2014年6月10日）
- 『Football Bar VOL.2』（2014年10月21日）
- 『たった一人の熱狂』見城徹（2015年3月18日）
- 『逆転の仕事論』堀江貴文（2015年5月20日）
- 『悪意とこだわりの演出術』藤井健太郎（2016年8月17日）

### 幻冬舎
- 『まだ東京で消耗してるの？』イケダハヤト（2016年1月29日）新書
- 『新企画』鈴木おさむ（2016年3月17日）
- 『たった一人の熱狂』見城徹（2016年4月12日）文庫
- 『龍宮の鍵』田中経一（2016年8月5日）
- 『空気を読んではいけない』青木真也（2016年9月8日）
- 『あの男の正体』牛島信（2016年10月7日）文庫
- 『風俗という病い』山本晋也（2016年10月28日）新書
- 『定年後の韓国ドラマ』藤脇邦夫（2016年11月30日）新書
- 『我が闘争』堀江貴文（2016年12月6日）文庫
- 『日本3.0』佐々木紀彦（2017年1月25日）
- 『熔ける 大王製紙前会長 井川意高の懺悔録』（2017年2月1日）文庫
- 『くまモンあのね』『くまモンあのね』製作委員会（2017年4月6日）
- 『危険な二人』見城徹、松浦勝人（2017年4月11日）文庫
- 『リーダーの教養書』出口治明 楠木建 猪瀬直樹 岡島悦子 中島聡 大竹文雄 長谷川眞理子 森田真生 大室正志 岡本裕一朗 上田紀行（2017年4月27日）
- 『人生の勝算』前田裕二（2017年6月30日）
- 『40歳が社長になる日』岡島悦子（2017年7月29日）
- 『組織の毒薬 サイバーエージェント副社長の社員にあてたコラム』日高裕介（2017年8月30日）
- 『東大から刑務所へ』堀江貴文 井川意高（2017年9月23日）新書
- 『己を、奮い立たせる言葉。』岸勇希（2017年10月28日）
- 『少数株主』牛島信（2017年12月13日）
- 『人生の作戦会議 なんでも解決しちゃう女、王生際ハナコ』下田美咲（2017年12月20日）
- 『ポスト平成のキャリア戦略』塩野誠 佐々木紀彦（2017年12月27日）
- 『AIとBIはいかに人間を変えるのか』波頭亮（2018年2月28日）
- 『破壊者』松浦勝人（2018年7月13日）
- 『世界2.0 メタバースの歩き方と創り方』佐藤航陽（2022年3月31日）
- 『死なばもろとも』ガーシー（東谷義和）（2022年8月2日）

### NewsPicks×幻冬舎
- 『多動力』堀江貴文（2017年5月27日）
- 『モチベーション革命 稼ぐために働きたくない世代の解体書』尾原和啓（2017年9月28日）
- 『お金2.0 新しい経済のルールと生き方』佐藤航陽（2017年11月30日）
- 『日本再興戦略』落合陽一（2018年1月31日）
- 『マンガで身につく多動力』堀江貴文（2018年3月1日）
- 『WE ARE LONELY, BUT NOT ALONE. 〜現代の孤独と持続可能な経済圏としてのコミュニティ〜』佐渡島庸平（2018年5月9日）
- 『読書という荒野』見城徹（2018年6月6日）
- 『ブランド人になれ! 会社の奴隷解放宣言』田端信太郎（2018年7月6日）
- 『仕事2.0 人生100年時代の変身力』佐藤留美（2018年8月6日）
- 『破天荒フェニックス オンデーズ再生物語』田中修治（2018年9月5日）
- 『動画2.0』明石ガクト（2018年11月5日）
- 『メモの魔力』前田裕二（2018年12月24日）
- 『ピコ太郎のつくりかた』古坂大魔王（2019年1月31日）
- 『HELLO, DESIGN 日本人とデザイン』石川俊祐（2019年2月20日）
- 『マンガ ブランド人になれ! 会社の奴隷解放宣言』田端信太郎 星井博文 伊野ナユタ（2019年2月27日）

## 著書
- 『死ぬこと以外かすり傷』（2018年8月28日、マガジンハウス）
- 『書籍編集者を目指すあなたが読むべき本』（イケハヤ書房）Kindle版
- 『サウナランド』（2022年5月11日、サウナランド編集部）
- 『かすり傷も痛かった』（2023年9月15日、幻冬舎）

## 活動
箕輪編集室
箕輪が自ら運営するオンラインサロンで、2017年6月より開設されている。2018年12月時点でメンバー数は1000人を超えている。当初は本の編集を目的としていたが現在では動画や音声、映画、イベントなどのコンテンツ制作や、マーケティングからプロデュース、SNS を連動させたプロモーションまで幅広く活動している。 月に一度定例会が開催され、箕輪とゲストの対談が行われる。過去には見城徹、田端信太郎、鈴木おさむ、家入一真などがゲスト出演した。その他、ビデオ会議ツールを利用しての交流やオフラインでのイベントも多数行われている。箕輪編集室の実現したいテーマは各会員の職能や特性を共有し、コミュニティ所属することで仕事や生活を充実させられる「楽しく生きる為の基盤」を創り上げることである。
NewsPicksアカデミア
経済ニュースプラットフォーム「NewsPicks」をベースとする有料コミュニティ。2017年4月に株式会社ニューズピックスによって開設された。「ビジネス×教養」をテーマに、各界の著名人によるアカデミア講義やイベントを提供する。箕輪もオリジナル書籍ブランド「NewsPicks Book」の編集長として、毎月出版を手掛けていた。コミュニティ会員には毎月「NewsPicks Book」書籍が送られる。
2020年6月8日、編集長の箕輪によるセクハラ行為に端を発する一連の問題を受け、NewsPicks Bookは終了となった。
堀江貴文イノベーション大学校
堀江貴文が主宰するオンラインサロン。箕輪は本サロンの特任助教教授として編集学部を担当する。
CAMPFIRE COMMUNITY
CAMPFIREは日本最大のクラウドファンディング・プラットフォームを手がける企業。家入一真が代表取締役社長を務め、箕輪もチェアマンに就任している。
箕輪☆狂介
箕輪にそっくりな謎のアーティスト。2019年4月17日に、コンピレーション・アルバム『箕輪厚介presents 死ぬこと以外かすり傷』を発売。
その他
- フォロワー数で値段が変わる美容室[25]
- 株式会社 ヤンバルコビト『ヤバイ無人島アドベンチャー』[26][27]
- ランジェリーサロン『Tiger Lilly Tokyo』[28]
- リリートレーディング株式会社[28]
- 株式会社キッズライン（ベビーシッターサービス）[1]
- 小野照崎神社[1]
- コミュニティサービス「fever」[1]
- 日本テックボール協会（テックボール普及のためのプロデュース）[1]
- TIGALA株式会社（出版プロデュース）[1]
- 高知のマッサージマッチングサービス[1]
- 株式会社ワークハピネス[1]

## 出演

### テレビ
- 5時に夢中!（TOKYO MX） - 月1レギュラー
- サンデージャポン（TBS）- サンジャポファミリー
- バラいろダンディ（TOKYO MX）- 月1レギュラー
- スッキリ (日本テレビ） - 火曜日コメンテーター
- ビートたけしのTVタックル（テレビ朝日） - ゲストコメンテーター
- 冗談騎士（BSフジ） - レギュラー
- SENSORS（日本テレビ、2018年2月25日）
- バイキング（フジテレビ、2018年10月16日）
- 毒学〜良薬にも劇薬にもなる成功のヒミツ〜（日本テレビ、2018年10月27日）[29]
- Innovative Tommorow（BS日テレ、2018年10月29日）
- ザワつく!一茂良純時々ちさ子の会（テレビ朝日、2019年3月6日）[30]
- 幸せトリガー研究所（フジテレビ、2018年12月30日）
- 文無しアカデミー2.0（日本テレビ、2018年8月12日）
- じっくり聞いタロウ〜スター近況㊙報告〜（テレビ東京、2019年2月21日）[31]
- タモリ倶楽部（テレビ朝日）
  - 「早大生の早大生による早大生のための！こっちだって超難問！クイズ『早大王』」（2019年3月1日）[32]
  - 「早稲田の英知を無駄使い!役に立たない機械2019」（2019年7月26日）[33]

### ネットTV
- 徹の部屋（AbemaTV、2017年8月27日・2018年5月20日・8月26日・2019年2月24日） - ゲスト
- 異業種格闘技戦-HATASHIAI（AbemaTV、2018年8月4日）[34]
- 『株式会社ニシノコンサル』カリスマ編集者箕輪厚介がカップルユーチューバーに金言！（AbemaTV、2018年8月24日、12月28日）[35]
- ABEMA Prime（AbemaTV）
  - 箕輪厚介氏を１ヶ月間密着取材（2018年11月29日）[36]
  - 月曜日担当レギュラー（2019年4月1日 - 2020年6月8日）[37]
- NewsPicks×Twitter、ライブ経済情報番組「The UPDATE」 レギュラー出演（2019年3月5日 - 2020年4月14日）[38]

### 雑誌
- KAMINOGE 25（ジブリの過激な仕掛け人 鈴木敏夫）（2014年1月6日、東邦出版）
- 就活でどうしても会いたい編集者 20 人へのOB・OG訪本（2016年10月1日、宣伝会議）
- 編集会議2017年秋冬号（新たな時代の「編集力」 / 編集者たちの「誤植」論）（2017年10月16日、宣伝会議）
- 週刊SPA!（2018年5月15日号、7月17日・24日合併号、扶桑社）
- 図解 マーケティング大全（2018年5月21日、洋泉社MOOK）
- 『NewsPicks Magazine』佐々木紀彦×箕輪厚介 ビジネス誌2.0・ビジネス書2.0（2018年6月20日）[39]
- KAMINOGE81（熱狂の正体）(2018年9月3日、東邦出版）

### ラジオ
- 出版3.0時代の「未来の作家のカタチ」幻冬舎 箕輪厚介とDNAパブリッシング 末吉宏臣のラジオ番組[40]
- LUST FM 家入一真 ゲスト箕輪厚介（2017年11月11日、エフエム大阪）[41]
- 未来授業（2018年4月2日 - 2018年4月5日、TOKYO FM）
- INNOVATION WORLD（2018年4月27日、J-WAVE）
- 高橋みなみの これから、何する?（2018年10月3日、TOKYO FM）
- 箕輪厚介のオールナイトニッポンi[42][要検証 – ノート]
- AWESOME RADIO SHOW（2018年9月14日、TOKYO FM）[43]
- 「伊集院光とらじおとゲストと」近い将来、僕がやってることが普通になる！（2018年9月11日、TBSラジオ）[44]
- TOPPAN FUTURISM（2018年9月8日、J-WAVE）- ゲスト[45]
- 箕輪厚介のオールナイトニッポンGOLD（2020年1月10日、ニッポン放送）[46]

### CM
- タイムバンク 大規模プロモーションビデオ（2018年上期） - 出演

### 映画
- 箕輪大陸（2018年8月28日公開） - 半年間500時間に渡り、箕輪厚介に密着したドキュメンタリー映画。箕輪編集室が企画・制作[47]。

## 受賞歴
- 「ビジネス書グランプリ2018」編集本『お金2.0』がリベラルアーツ部門賞を受賞[48]。
- 「ビジネス書グランプリ2018」編集本『多動力』がビジネス部門賞を受賞[48]。
- 「ビジネス書グランプリ2019」編集本『破天荒フェニックス オンデーズ再生物語（NewsPicks Book）』がリベラルアーツ部門賞を受賞[48]。
- 「ビジネス書グランプリ2019」編集本『日本再興戦略（NewsPicks Book）』が政治経済部門賞を受賞[48]。
- 「ビジネス書グランプリ2019」編集本『ブランド人になれ! 会社の奴隷解放宣言（NewsPicks Book）』が自己啓発部門賞を受賞[48]。
- 「ビジネス書グランプリ2019」著書『死ぬこと以外かすり傷』が自己啓発部門賞を受賞[48]。
- 「ビジネス書グランプリ2019」編集本『読書という荒野（NewsPicks Book）』がリベラルアーツ部門賞を受賞[48]。